# Roberto Salvador Scaringella

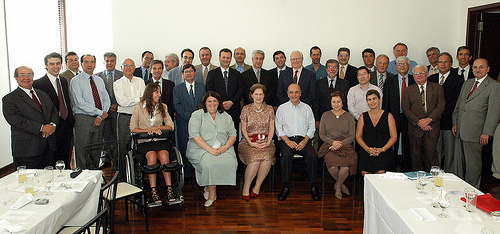
Equipe de governo de José Serra na prefeitura de São Paulo, 2005. Roberto Scaringella é o último em pé, à direita, na primeira fileira.

Roberto Salvador Scaringella(São Paulo, 13 de fevereiro de 1940-14 de junho de 2013),  foi um jornalista e engenheiro brasileiro, especialista em segurança no trânsito. Formou-se em Engenharia Civil pela Escola Politécnica da Universidade de São Paulo e como jornalista pela Faculdade de Comunicação Social Cásper Líbero.
Atuava no setor de transporte e trânsito desde 1968. Foi fundador e primeiro presidente da Companhia de Engenharia de Tráfego de São Paulo (CET), de 1976 a 1982, cargo que exerceu novamente de 2005 a junho de 2008. Scaringella também dirigiu a Companhia do Metropolitano de São Paulo (metrô) e o Departamento de Operações do DSV, presidiu o Conselho Nacional de Trânsito (Contran) e foi secretário municipal de Transportes entre 1986 e 1987, durante a administração do prefeito Jânio Quadros.
Em 1994 foi escolhido personalidade mundial em Traffic Safety pelo Safety, Healt and Environmental Resource Center Internacional (Sherci), sendo o único especialista brasileiro a ingressar no Hall of Fame International dos Estados Unidos. Em 1999 o Sindicato dos Engenheiros no Estado de São Paulo o elegeu "Personalidade em Tecnologia" na modalidade de Engenharia de Trânsito. Atuou como consultor na área de trânsito e transporte e foi membro do Conselho Diretor da Associação Brasileira de Engenharia Automotiva (AEA) e da Câmara Temática de Esforço Legal junto ao Contran. Em maio de 1999 apresentou o programa  "Trânsito Livre" na Rede 21 que durou até 2001.  Também apresentou o programa Scaringella Rádio trânsito na Rádio FM Imprensa.
Faleceu em 14 de junho de 2013 aos 73 anos de idade no Hospital A.C. Camargo, em São Paulo.

## Carreira
Entre as diversas atividades que exerceu destacam-se:
- Diretor-superintendente do Instituto Nacional de Segurança de Trânsito (INST), de 1992 a 2001
- Membro da Câmara Temática de Engenharia da Via junto ao Contran e do Conselho Diretor do Instituto da Qualidade Automotiva (IQA)
- Presidente do Conselho Nacional de Trânsito (Contran), de 1987 a 1990
- Secretário Municipal de Transportes de São Paulo, de 1986 a 1987. No mesmo período ocupou pela segunda vez a presidência da Companhia de Engenharia de Tráfego (CET)
- Diretor Técnico do campus da Universidade de São Paulo (USP), de 1982 a 1985
- Fundador e primeiro presidente da Companhia de Engenharia de Tráfego (CET), de 1976 a 1982
- Diretor do Departamento de Operações do Sistema Viário (DSV), de 1975 a 1982, 1986 a 1987 e 2005 a 2008
- Diretor da Companhia do Metropolitano de São Paulo (Metrô), de 1975 a 1978
- Assessor Especial em Transporte Urbano para o Ministério dos Transportes, de 1974 a 1975